# Paolo Di Canio
Paolo Di Canio (Roma, 9 luglio 1968) è un ex calciatore e allenatore di calcio italiano, di ruolo attaccante.
Con 66 reti realizzate in Premier League, risulta essere il calciatore italiano ad avere segnato più gol in uno dei quattro principali campionati europei all'infuori dell'Italia (ovvero Inghilterra, Francia, Germania e Spagna).

## Biografia
Figlio di Ignazio, muratore romano, e di una casalinga, ha tre fratelli, Antonio, Dino e Giuliano.
È sposato con Elisabetta, dalla quale ha avuto due figlie, Ludovica e Lucrezia.
Nel settembre del 1999 ha realizzato un cortometraggio come attore dal titolo Strade Parallele. Girato in quattro settimane, è stato realizzato dal regista Luca Borri.

## Caratteristiche tecniche
Attaccante che agiva principalmente come seconda punta, all'occorrenza sapeva destreggiarsi anche come esterno d'attacco. Giocatore solido e dall'ottimo bagaglio tecnico, dotato di un ottimo dribbling, controllo di palla, velocità di esecuzione, tiro forte e preciso, ha saputo interpretare il ruolo offensivo in senso moderno e pragmatico. Se non era nelle condizioni di finalizzare a rete personalmente, sapeva comunque offrire ai suoi compagni di reparto preziosi assist da tramutare in gol. Si distingueva per intelligenza tattica e doti di leadership.

## Carriera

### Giocatore

#### Calcio

##### Club

###### Gli inizi

Di Canio in azione con la maglia della Lazio nel 1989, alle prese con il pisano Cuoghi.

Trascorre l'infanzia nel quartiere romano del Quarticciolo e comincia a giocare a calcio nelle giovanili della Pro Tevere Roma. In questo periodo, durante una partita della piccola squadra romana, viene notato da Aldo Angelucci (il padre di un suo avversario in quella sfida), il quale scrive al Corriere Laziale affermando che lo stesso Di Canio è un vero e futuro talento per la Lazio. Viene quindi tesserato nelle giovanili della società biancoceleste, dove cresce sportivamente. In quel periodo frequenta anche la curva, legandosi al gruppo Irriducibili.
Dopo una stagione in prestito alla Ternana in Serie C2, con Mario Facco come allenatore e Vincenzo D'Amico come compagno di squadra (e dove rischia anche la carriera a causa di un grave infortunio), esordisce in Serie A con la maglia della Lazio, allenata da Giuseppe Materazzi, il 9 ottobre 1988, nella trasferta sul campo del Cesena (0-0).
Segna il gol decisivo nel derby contro la Roma del 15 gennaio 1989 (risultato finale 1-0), gol festeggiato correndo sfrontatamente sotto la curva giallorossa con il dito puntato (come Giorgio Chinaglia in una stracittadina di quindici anni prima), al primo derby di Roma dopo tre anni di assenza della Lazio dalla massima serie.

Di Canio esulta in modo irriverente, con il dito indice puntato, sotto la Curva Sud dell'Olimpico, sede della tifoseria romanista, dopo la rete segnata nel derby del 15 gennaio 1989.

###### Juventus, Napoli e Milan

Di Canio alla Juventus nella stagione 1990-1991

Nel 1990 si trasferisce alla Juventus, ceduto dall'allora presidente laziale Gianmarco Calleri, che incassa 7,5 miliardi di lire.
Il successivo triennio a Torino, con Gigi Maifredi prima e Giovanni Trapattoni poi in panchina, non è positivo per Di Canio a causa dei suoi cattivi rapporti soprattutto con il Trap, tanto da arrivare a chiedere di essere ceduto almeno in prestito per un anno, dopo aver comunque vinto la Coppa UEFA 1992-1993 in maglia bianconera.
Va quindi a giocare nel Napoli allenato da Marcello Lippi, dove disputerà una sola stagione caratterizzata da 5 gol, di cui uno segnato allo stadio San Paolo contro il Milan.

Di Canio (a destra) al Milan nel 1994, alle prese con l'interista Orlando.

Nel novembre del 1994, dopo un breve ritorno da fuorirosa alla Juventus, passa proprio al Milan per 6,38 miliardi di lire. A Milano vince il suo primo scudetto, nella stagione 1995-1996, ma un litigio con l'allenatore dei rossoneri, Fabio Capello, durante la tournée in Oriente della squadra, lo porterà a chiudere con i meneghini e ad andare in Scozia.

###### Le esperienze britanniche
Nell'estate del 1996 approda all'estero, precisamente a Glasgow, in Scozia. Qui gioca una stagione con il Celtic, dove viene votato giocatore dell'anno; i successi personali non corrispondono però con quelli della squadra, dato che le Hoops avranno risultati peggiori dell'altra squadra cittadina, i Rangers. Dopo un anno si sposta in Inghilterra, militando per un anno e mezzo nello Sheffield Weds, in Premier League: nel primo anno segna 12 gol, mentre nel secondo, più precisamente il 26 settembre 1998 contro l’Arsenal, viene squalificato per undici giornate a causa di una spinta all'arbitro Paul Alcock.
Nel dicembre del 1998 passa al West Ham Utd, dove in quattro anni e mezzo segna 48 gol e colleziona 118 presenze, giocando con continuità anche grazie ai due allenatori di quel periodo, Harry Redknapp e Glenn Roeder. Tra le reti segnate è degna di nota quella messa a segno contro il Wimbledon FC il 26 marzo 2000, realizzata con uno spettacolare tiro al volo. Questo gol è stato premiato dal West Ham come il gol più bello siglato ad Upton Park, casa degli Hammers fino al maggio 2016. Nel corso della stagione 1999-2000 vince con gli Hammers la Coppa Intertoto, superando in finale i francesi del Metz e portando così i londinesi in Coppa UEFA; qualche mese dopo viene nominato giocatore dell'anno della squadra in Premier League, campionato in cui realizza 17 gol, suo record personale in una stagione.
Uno degli episodi più famosi della carriera di Di Canio risale al 18 dicembre 2000, durante la trasferta del West Ham Utd a Liverpool sul campo dell'Everton: il portiere dei padroni di casa, Paul Gerrard, si avventura in un'uscita al limite dell'area, ma le sue ginocchia cedono e cade su se stesso, mentre la palla schizza verso l'ala destra, dove Trevor Sinclair mette al centro un cross per Di Canio. Pur potendo colpire il pallone prima di ogni altro giocatore, l'italiano afferra la palla con le mani, fermando il gioco. Appena la folla capisce quello che è successo, il Goodison Park prorompe in un'ovazione e in seguito, in virtù di tale gesto, Di Canio riceve il FIFA Fair Play Award, unito a lettera ufficiale di encomio firmata da Joseph Blatter. Nello stesso anno scrive e pubblica la propria autobiografia e viene inserito dai tifosi nell'undici ideale di tutti i tempi del West Ham United.

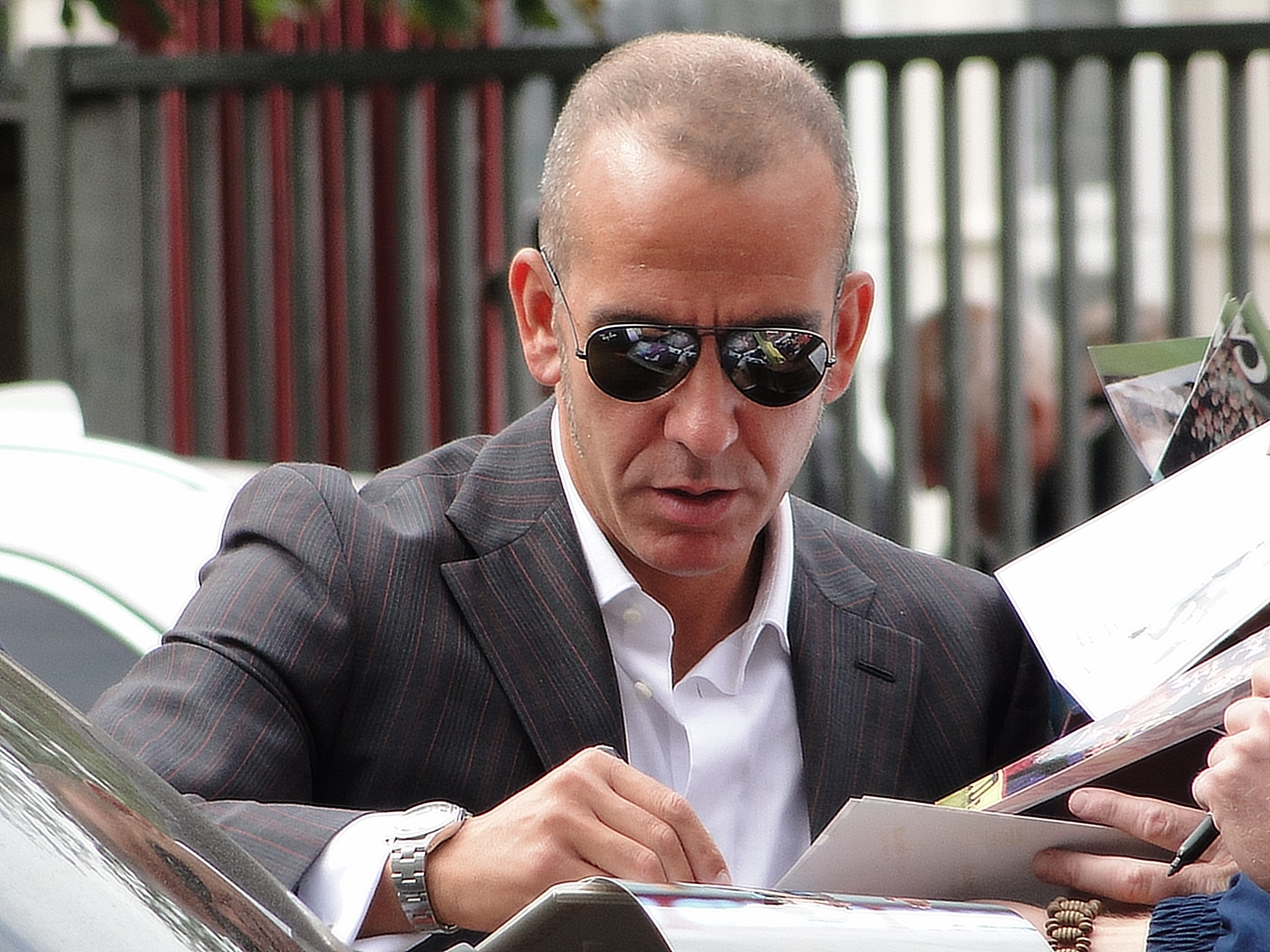
Di Canio firma autografi nel 2010 ad Upton Park, stadio del West Ham United, squadra a cui è rimasto molto legato.

Il giocatore romano viene lasciato libero al termine della stagione 2002-2003 in seguito alla retrocessione degli Hammers. Decide di rimanere a Londra per giocare la sua ultima stagione anglosassone nel Charlton: disputa 31 incontri in Premier e segna 4 reti. In particolare si ricorda quella siglata al Leicester City, su calcio di rigore, in occasione della quale, dopo la trasformazione dal dischetto, mostra una maglia con scritto «Onore a Fabrizio eroe vero», dedicata a Fabrizio Quattrocchi, rapito e poi ucciso in Iraq in quei giorni.
Alla conclusione della stagione 2003-2004 lascia la Gran Bretagna, dove dal 1996 al 2004, tra campionato scozzese e inglese, ha collezionato 227 presenze e realizzato 90 reti, divenendo inoltre uno dei calciatori italiani più amati all'estero e venendo insignito del premio Hammer of the year nel 2000, nonché inserito nel migliore undici di tutti i tempi del club nel libro The Official West Ham United Dream Team del 2003 (risultato del sondaggio condotto tra 500 tifosi).

###### Ritorno alla Lazio, Cisco Roma
Torna alla Lazio per la stagione 2004-2005 (rinunciando a tre quarti del proprio stipendio in Premier League),. Durante la prima parte dell'annata viene allenato da Domenico Caso; in questo periodo segnerà quattro reti. Caso viene poi esonerato e sostituito da Giuseppe Papadopulo, a causa della infelice posizione in classifica dei biancocelesti nonché dei suoi problemi con lo stesso Di Canio (il quale qualche anno più tardi racconterà di aver aggredito fisicamente il tecnico). Il calciatore termina il campionato con un bilancio di 23 presenze, 6 gol e una stagione che verrà ricordata, anche e soprattutto, per il gol nel derby del 6 gennaio 2005 (vinto dai laziali per 3-1), segnato sotto la curva romanista proprio come sedici anni prima. Un altro evento che caratterizzò l'annata fu la squalifica rimediata nella gara contro la Juventus, a causa del saluto romano rivolto ai tifosi della propria curva. Il 2005 vede anche l'uscita del suo secondo libro, da titolo Il ritorno - Un anno vissuto pericolosamente, nel quale racconta le emozioni del ritorno in maglia biancoceleste.
Nella stagione successiva è titolare pressoché stabile nella Lazio ora guidata da Delio Rossi, che raggiunge la qualificazione alla Coppa UEFA. Di Canio lascia la società dopo l'ultimo derby romano, perso per 2-0, per attriti con l'allenatore e il presidente biancoceleste Claudio Lotito, il quale non rinnova il contratto del giocatore.
Nel luglio del 2006 scende quindi in Serie C2 passando alla Cisco Roma. Il calciatore milita nel club fino al marzo del 2008 quando, a fronte di una lunga serie d'infortuni, annuncia il proprio ritiro dall'attività agonistica. L'ultima partita della sua carriera è la sfida interna contro il Benevento (persa 2-4) del 27 gennaio 2008, dove segna una doppietta, insulta l'arbitro e rimedia 4 giornate di squalifica. Durante una trasferta a Viterbo viene inoltre colpito con una bottiglia da un tifoso ospite.

##### Nazionale
Ha fatto parte della nazionale Under-21 dal 1988 al 1990 con 9 presenze e 2 gol su un totale di 11 convocazioni.

#### Beach soccer
Nel 2009 Di Canio, così come il suo ex compagno di squadra Marco Ballotta, passa al calcio a 5 su spiaggia diventando attaccante titolare della nazionale italiana.

#### Footgolf
Nel 2015 ha disputato alcuni tornei di footgolf, insieme ad altri ex calciatori professionisti, come Dino Baggio. Nel 2016 ha partecipato a tutte le tappe del Campionato Nazionale di Footgolf, risultando primo classificato nella categoria Over 45.

### Allenatore

#### Swindon Town

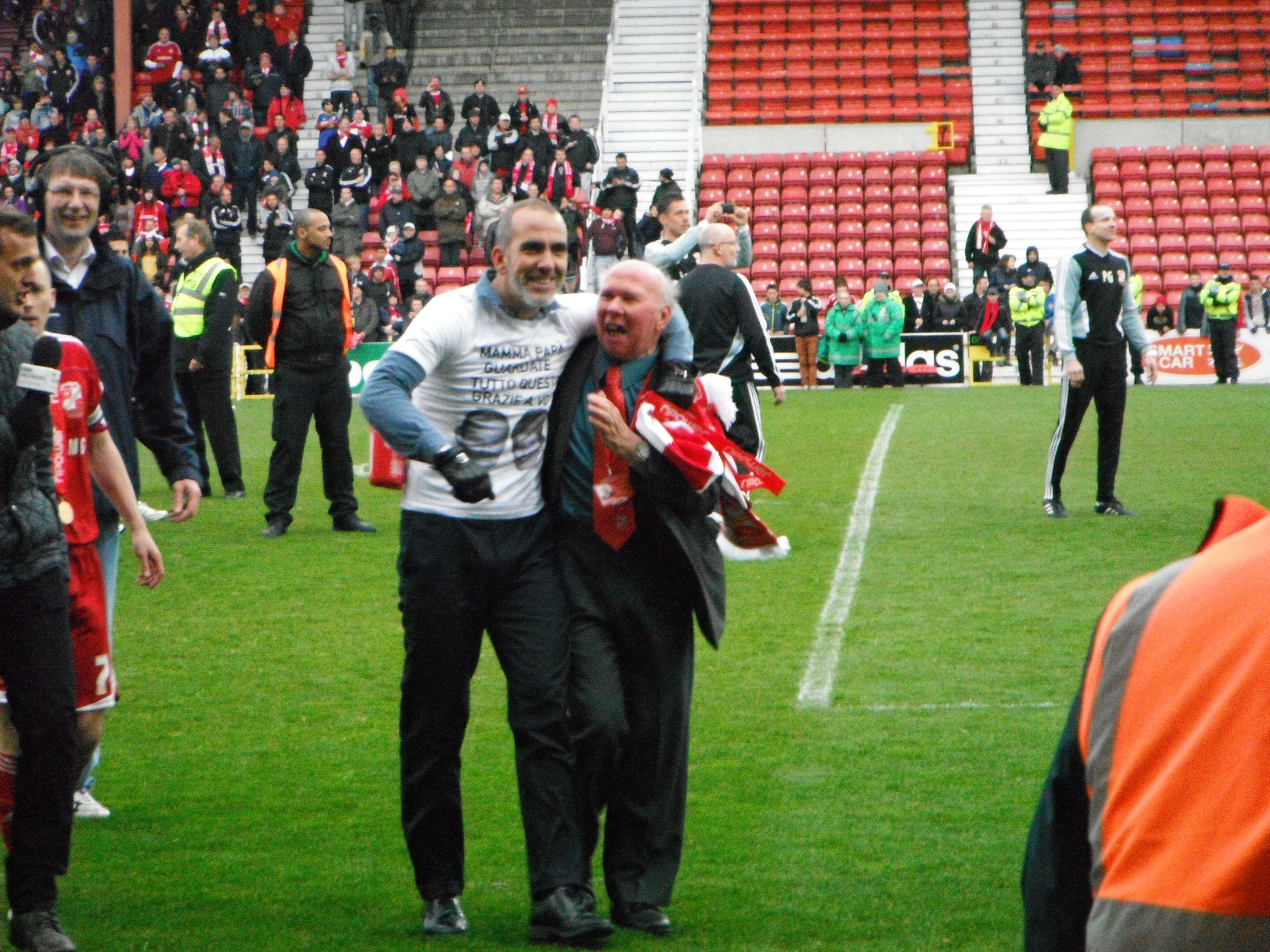
Di Canio esulta dopo la promozione in League One

Il 20 maggio 2011 ha inizio la sua prima esperienza in panchina, in quanto lo Swindon Town, dopo essere arrivato ultimo nel campionato inglese di League One ed essere conseguentemente retrocesso in League Two, lo nomina proprio allenatore. Dopo una serie di quattro sconfitte di fila, Di Canio porta i Robins a un filotto di vittorie e risultati positivi, alla finale del Johnstone's Paint Trophy e al quarto turno di FA Cup dopo aver battuto il Wigan per 2-1 (viene poi eliminato dal Chesterfield con il risultato di 2-0). Il 21 aprile 2012 il Swindon raggiunge l'aritmetica promozione in League One con due turni d'anticipo.
Il 18 febbraio 2013, dopo i continui contrasti con la dirigenza del club, rassegna le dimissioni.

#### Sunderland
Il 31 marzo 2013 diviene l'allenatore del Sunderland al posto dell'esonerato Martin O'Neill.. La nomina solleva alcune polemiche, in quanto Di Canio viene etichettato come «fascista», e causa le dimissioni di David Miliband, componente del consiglio di amministrazione del club. Esordisce nella sconfitta esterna per 2-1 contro il Chelsea.
Nei due successivi incontri, i Black Cats ottengono due importanti vittorie per la permanenza in Premier League, nel derby contro il Newcastle Utd e nella partita contro l'Everton, e alla fine della stagione riescono a salvarsi.
La stagione 2013-2014 non si apre nel migliore dei modi per il Sunderland del riconfermato Di Canio: la squadra ottiene, infatti, un solo punto nelle prime cinque partite di campionato, subendo 11 reti e segnandone 3. Il 22 settembre 2013, in seguito a questi risultati negativi, Di Canio viene sollevato dall'incarico di allenatore dei Black Cats.

### Dopo il ritiro
Dal 2009 al 2014 ha partecipato come opinionista al programma sportivo Guida al campionato, insieme con l'ex calciatore Francesco Graziani, ed è stato ospite nelle trasmissioni sportive della piattaforma televisiva Mediaset Premium. È stato spesso commentatore sportivo per le partite di UEFA Europa League.
Dalla stagione 2014-2015 è stato opinionista per Fox Sports, dove ha condotto il programma House of Football. Il 14 settembre 2016 è stato sospeso da Sky Italia perché durante una trasmissione televisiva era stato inquadrato il suo tatuaggio recante la scritta “Dux” sul braccio; il suo programma Di Canio Premier Show è tornato in onda il 15 gennaio 2017, dopo la partita Liverpool-Manchester United. Per Sky Italia è commentatore televisivo per le partite di Premier League, oltre che opinionista della trasmissione Sky Calcio Club. Ha seguito, come opinionista in studio, le partite del campionato d'Europa 2020.

## Controversie

### Fascismo e saluto romano
Negli anni successivi alle esperienze nel Regno Unito, in cui è tornato a giocare a Roma per poi intraprendere le carriere di allenatore e opinionista, Di Canio ha spesso fatto discutere di sé in quanto accostato a ideologie politiche di estrema destra, in particolare per l'abitudine di rivolgere ai tifosi della Lazio il saluto romano e per altri comportamenti inneggianti al fascismo.
Di Canio ha ripetutamente eseguito il saluto romano in occasione del derby di Roma del 6 gennaio 2005, vinto dalla Lazio per 3-1. I numerosi commenti, pro e contro il giocatore, hanno generato una campagna mediatica anche all'estero, provocando l'interessamento della FIFA. In questa occasione Di Canio ha precisato di essere «un giocatore professionista», aggiungendo: «vorrei sottolineare che le mie esultanze non hanno nulla a che vedere con comportamenti politici di alcun tipo». Successivamente, non avendo ricevuto provvedimenti disciplinari sul campo di alcun tipo (ammonizioni, espulsioni o squalifiche), ha dato ulteriori spiegazioni sul gesto, puntualizzando che non avrebbe accettato di buon grado nessuna squalifica. Deferito alla commissione disciplinare, nel marzo del 2005 al giocatore, come alla Lazio, è stata comunque inferta una multa di 10.000 euro.
Il saluto è stato ripetuto alla fine del 2005 in altre tre occasioni: nella partita contro il Siena, durante la trasferta sul campo del Livorno dell'11 dicembre al momento della sostituzione e il 17 dicembre, sempre nel momento di uscire dal campo, in occasione della partita casalinga contro la Juventus. In quest'ultima occasione il giocatore è stato sanzionato con una giornata di squalifica e una multa di 10 000 euro, mentre un'altra ammenda di pari importo è stata inflitta alla società per responsabilità oggettiva.
Questi episodi ravvicinati hanno suscitato accese polemiche anche a livello internazionale; il presidente della FIFA Joseph Blatter ha anche minacciato dure sanzioni contro l'attaccante laziale.
Di Canio ha mostrato, tuttavia, di non temere le conseguenze del proprio perseverare, dichiarandosi disposto a essere messo sotto inchiesta ogni domenica per ogni saluto. Nel periodo in cui si sono succeduti questi episodi, si sono schierati dalla sua parte il presidente del Consiglio Silvio Berlusconi (il quale lo ha descritto come «Un ragazzo per bene, non è fascista. Lo fa solo per i tifosi, non per cattiveria. Un bravo ragazzo, ma un po' esibizionista») e Alessandra Mussolini (nipote biologica del dittatore fascista Benito), benché Di Canio abbia voluto prendere le distanze anche da loro, riaffermando la propria apoliticità, per lo meno in relazione al saluto romano: «il mio non è un gesto politico. Ribadisco che non voglio offendere nessuno, perché io non sono mai contro, ma a favore [...] Ora ci saranno altre partite, ma torneranno a strumentalizzare tutto solo quando ci sarà il ritorno di Lazio-Livorno e le elezioni saranno ancora più vicine». Il calciatore ha poi specificato cosa significhi per lui il saluto romano, ovvero non un'istigazione alla violenza, non un'apologia del fascismo, ma un semplice gesto di appartenenza che lo avvicina alla curva (e, facendo leva su queste distinzioni, ha presentato ricorso contro la decisione del giudice sportivo); tali dichiarazioni sono state poi in parte smentite, essendosi il giocatore definito «fascista sì, ma razzista no».
Quando fu scelto come allenatore del Sunderland, nel marzo 2013, a seguito delle forti proteste contro la nomina di un allenatore che aveva espresso simpatie fasciste e dietro pressione del club, Di Canio ha cercato di ritrattare le proprie posizioni riguardo al fascismo dichiarando: «non supporto l'ideologia fascista, sono solo un uomo di famiglia, con valori semplici». Tali affermazioni non hanno placato le proteste, in quanto sono state considerate come tardive e in contrasto con sue precedenti ammissioni. Il club è stato fatto altresì oggetto di forti pressioni per licenziare l'allenatore. Le proteste hanno coinvolto anche gli sponsor, che hanno minacciato il ritiro e la rescissione dei contratti di pubblicità con il club a meno che Di Canio non fosse stato allontanato.
Come già accennato, infine, tra il 2016 e il 2017 è stato rimosso per quattro mesi dal proprio ruolo di commentatore e conduttore su Sky Italia in quanto aveva mostrato in diretta un tatuaggio con scritto “Dux”, inneggiante a Mussolini.

### Denunce
Il 23 luglio 2009 Di Canio venne fermato a Porto Santo Stefano, mentre era in procinto di prendere un traghetto, da alcuni agenti della Guardia di Finanza per un controllo, ai quali si rifiutò di obbedire, minacciando di farli trasferire. I militari, a loro volta, lo denunciarono. Di Canio disse in seguito di aver reagito quando, alla richiesta di compiere gli accertamenti in fretta poiché avrebbe potuto perdere il traghetto, si sarebbe sentito rispondere dai finanzieri che avrebbero potuto trattenerlo per quanto desiderassero.

## Statistiche

### Presenze e reti nei club
| Stagione          | Squadra           | Campionato        | Campionato | Campionato | Coppe nazionali | Coppe nazionali | Coppe nazionali | Coppe continentali | Coppe continentali | Coppe continentali | Altre coppe | Altre coppe | Altre coppe | Totale | Totale |
| Stagione          | Squadra           | Comp              | Pres       | Reti       | Comp            | Pres            | Reti            | Comp               | Pres               | Reti               | Comp        | Pres        | Reti        | Pres   | Reti   |
| ----------------- | ----------------- | ----------------- | ---------- | ---------- | --------------- | --------------- | --------------- | ------------------ | ------------------ | ------------------ | ----------- | ----------- | ----------- | ------ | ------ |
| 1986-1987         | Ternana           | C2                | 27         | 2          | CI-C            | 5               | 1               | -                  | -                  | -                  | -           | -           | -           | 32     | 3      |
| 1987-1988         | Lazio             | B                 | 0          | 0          | CI              | 0               | 0               | -                  | -                  | -                  | -           | -           | -           | 0      | 0      |
| 1988-1989         | Lazio             | A                 | 30         | 1          | CI              | 6               | 1               | -                  | -                  | -                  | -           | -           | -           | 36     | 2      |
| 1989-1990         | Lazio             | A                 | 24         | 3          | CI              | 2               | 1               | -                  | -                  | -                  | -           | -           | -           | 26     | 4      |
| 1990-1991         | Juventus          | A                 | 23         | 3          | CI              | 6               | 0               | CdC                | 5                  | 0                  | SI          | 0           | 0           | 34     | 3      |
| 1991-1992         | Juventus          | A                 | 24         | 0          | CI              | 9               | 1               | -                  | -                  | -                  | -           | -           | -           | 33     | 1      |
| 1992-1993         | Juventus          | A                 | 31         | 3          | CI              | 5               | 0               | CU                 | 9                  | 0                  | -           | -           | -           | 45     | 3      |
| Totale Juventus   | Totale Juventus   | Totale Juventus   | 78         | 6          |                 | 20              | 1               |                    | 14                 | 0                  |             | 0           | 0           | 112    | 7      |
| 1993-1994         | Napoli            | A                 | 26         | 5          | CI              | 1               | 0               | -                  | -                  | -                  | -           | -           | -           | 27     | 5      |
| 1994-1995         | Milan             | A                 | 15         | 1          | CI              | 2               | 0               | UCL                | -                  | -                  | SU+CInt     | 2+0         | 0           | 19     | 1      |
| 1995-1996         | Milan             | A                 | 22         | 5          | CI              | 4               | 1               | CU                 | 8                  | 0                  | -           | -           | -           | 34     | 6      |
| Totale Milan      | Totale Milan      | Totale Milan      | 37         | 6          |                 | 6               | 1               |                    | 8                  | 0                  |             | 2           | 0           | 53     | 7      |
| 1996-1997         | Celtic            | PL                | 26         | 12         | SC+CdL          | 6+2             | 3+0             | CU                 | 3                  | 0                  | -           | -           | -           | 37     | 15     |
| 1997-1998         | Sheffield Weds    | PL                | 35         | 12         | FACup+CdL       | 3+2             | 0+2             | -                  | -                  | -                  | -           | -           | -           | 40     | 14     |
| lug.-dic. 1998    | Sheffield Weds    | PL                | 6          | 3          | FACup+CdL       | 0+2             | 0               | -                  | -                  | -                  | -           | -           | -           | 8      | 3      |
| Totale Sheffield  | Totale Sheffield  | Totale Sheffield  | 41         | 15         |                 | 7               | 2               |                    | -                  | -                  |             | -           | -           | 48     | 17     |
| dic. 1998-1999    | West Ham Utd      | PL                | 13         | 4          | FACup+CdL       | 0+0             | 0               | -                  | -                  | -                  | -           | -           | -           | 13     | 4      |
| 1999-2000         | West Ham Utd      | PL                | 30         | 16         | FACup+CdL       | 1+4             | 0+1             | Int+CU             | 6+4                | 0+0                |             | -           | -           | 45     | 17     |
| 2000-2001         | West Ham Utd      | PL                | 31         | 9          | FACup+CdL       | 3+3             | 1+1             | -                  | -                  | -                  | -           | -           | -           | 37     | 11     |
| 2001-2002         | West Ham Utd      | PL                | 26         | 9          | FACup+CdL       | 1+0             | 0               | -                  | -                  | -                  | -           | -           | -           | 27     | 9      |
| 2002-2003         | West Ham Utd      | PL                | 18         | 9          | FACup+CdL       | 0+1             | 0               | -                  | -                  | -                  | -           | -           | -           | 19     | 9      |
| Totale West Ham   | Totale West Ham   | Totale West Ham   | 118        | 47         |                 | 13              | 3               |                    | 10                 | 0                  |             | -           | -           | 141    | 51     |
| 2003-2004         | Charlton          | PL                | 31         | 4          | FACup+CdL       | 1+1             | 0+1             | -                  | -                  | -                  | -           | -           | -           | 33     | 5      |
| 2004-2005         | Lazio             | A                 | 23         | 6          | CI              | 1               | 0               | CU                 | 5                  | 1                  | SI          | 1           | 0           | 30     | 7      |
| 2005-2006         | Lazio             | A                 | 27         | 5          | CI              | 1               | 0               | Int                | 4                  | 2                  | -           | -           | -           | 32     | 7      |
| Totale Lazio      | Totale Lazio      | Totale Lazio      | 104        | 15         |                 | 10              | 2               |                    | 9                  | 3                  |             | 1           | 0           | 124    | 20     |
| 2006-2007         | Cisco Roma        | C2                | 28         | 7          | CI-C            | 5               | 3               | -                  | -                  | -                  | -           | -           | -           | 33     | 10     |
| 2007-2008         | Cisco Roma        | C2                | 18         | 7          | CI-C            | 2               | 0               | -                  | -                  | -                  | -           | -           | -           | 20     | 7      |
| Totale Cisco Roma | Totale Cisco Roma | Totale Cisco Roma | 46         | 14         |                 | 7               | 3               |                    | -                  | -                  |             | -           | -           | 53     | 17     |
| Totale carriera   | Totale carriera   | Totale carriera   | 534        | 126        |                 | 79              | 17              |                    | 43                 | 3                  |             | 3           | 0           | 659    | 146    |

### Statistiche da allenatore
Statistiche aggiornate al 22 settembre 2013.
| Stagione            | Squadra             | Campionato          | Campionato | Campionato | Campionato | Campionato | Coppe nazionali | Coppe nazionali | Coppe nazionali | Coppe nazionali | Coppe nazionali | Coppe continentali | Coppe continentali | Coppe continentali | Coppe continentali | Coppe continentali | Altre coppe | Altre coppe | Altre coppe | Altre coppe | Altre coppe | Totale | Totale | Totale | Totale | % Vittorie | Piazzamento |
| Stagione            | Squadra             | Comp                | G          | V          | N          | P          | Comp            | G               | V               | N               | P               | Comp               | G                  | V                  | N                  | P                  | Comp        | G           | V           | N           | P           | G      | V      | N      | P      | %          | Piazzamento |
| ------------------- | ------------------- | ------------------- | ---------- | ---------- | ---------- | ---------- | --------------- | --------------- | --------------- | --------------- | --------------- | ------------------ | ------------------ | ------------------ | ------------------ | ------------------ | ----------- | ----------- | ----------- | ----------- | ----------- | ------ | ------ | ------ | ------ | ---------- | ----------- |
| 2011-2012           | Swindon Town        | FL2                 | 46         | 29         | 6          | 11         | FACup+CdL       | 4+2             | 3+1             | 0+0             | 1+1             | -                  | -                  | -                  | -                  | -                  | FLT         | 6           | 3           | 2           | 1           | 58     | 36     | 8      | 14     | 62,07      | 1º (prom.)  |
| 2012-feb. 2013      | Swindon Town        | FL1                 | 31         | 15         | 10         | 6          | FACup+CdL       | 1+4             | 0+3             | 0+0             | 1+1             | -                  | -                  | -                  | -                  | -                  | FLT         | 1           | 0           | 0           | 1           | 37     | 18     | 10     | 9      | 48,65      | Dimis.      |
| Totale Swindon Town | Totale Swindon Town | Totale Swindon Town | 77         | 44         | 16         | 17         |                 | 11              | 7               | 0               | 4               |                    | -                  | -                  | -                  | -                  |             | 7           | 3           | 2           | 2           | 95     | 54     | 18     | 23     | 56,84      |             |
| mar.-giu. 2013      | Sunderland          | PL                  | 7          | 2          | 2          | 3          | FACup+CdL       | -               | -               | -               | -               | -                  | -                  | -                  | -                  | -                  | -           | -           | -           | -           | -           | 7      | 2      | 2      | 3      | 28,57      | Sub., 17º   |
| lug.-set. 2013      | Sunderland          | PL                  | 5          | 0          | 1          | 4          | FACup+CdL       | 0+1             | 1               | 0               | 0               | -                  | -                  | -                  | -                  | -                  | -           | -           | -           | -           | -           | 6      | 1      | 1      | 4      | 16,67      | Eson.       |
| Totale Sunderland   | Totale Sunderland   | Totale Sunderland   | 12         | 2          | 3          | 7          |                 | 1               | 1               | 0               | 0               |                    | -                  | -                  | -                  | -                  |             | -           | -           | -           | -           | 13     | 3      | 3      | 7      | 23,08      |             |
| Totale carriera     | Totale carriera     | Totale carriera     | 89         | 46         | 19         | 24         |                 | 12              | 8               | 0               | 4               |                    | -                  | -                  | -                  | -                  |             | 7           | 3           | 2           | 2           | 108    | 57     | 21     | 30     | 52,78      |             |

## Palmarès

### Giocatore

#### Club

##### Competizioni nazionali
- Campionato italiano: 1

Milan: 1995-1996

##### Competizioni internazionali

Di Canio (in alto a destra) esulta con i compagni di squadra del Milan (in senso orario: Donadoni, Desailly, Albertini e Panucci) dopo la vittoria nella Supercoppa UEFA 1994.

- Coppa UEFA: 1

Juventus: 1992-1993
- Supercoppa UEFA: 1

Milan: 1994
- Coppa Intertoto UEFA: 1

West Ham Utd: 1999

#### Individuale
- Giocatore dell'anno della SPFA: 1

1997
- Premio Fair play: 1

1999-2000
- FIFA Fair Play Award: 1

2001

### Allenatore

#### Club
- Campionato inglese di quarta divisione: 1

Swindon Town: 2011-2012

#### Individuale
- Allenatore dell'anno della Football League Two: 1

Swindon Town: 2011-2012

## Riconoscimenti
FIFA Fair Play Award 2001